# Forteresse aldobrandesque (Talamone)
La forteresse aldobrandesque de Talamone (en italien ; Rocca Aldobrandesca (Talamone)) est une imposante fortification côtière, une forteresse aldobrandesque qui domine la localité du même nom dans la commune d'Orbetello. Situé sur le promontoire le plus méridional des Monts d'Uccellina (it), elle domine toute la bande côtière dela mer Tyrrhénienne jusqu'au promontoire de l'Argentario,.

## Histoire
La fortification médiévale a été construite au milieu du XIIIe siècle par la volonté de la famille Aldobrandeschi, avec des fonctions d'observation et de défense sur le port sous-jacent de Talamone.

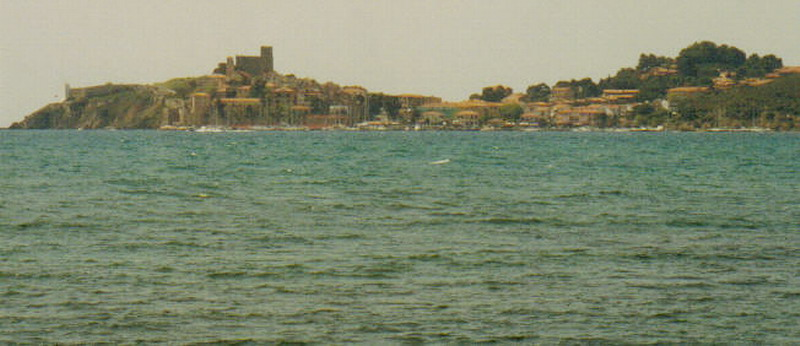
Panorama de Talamone avec la Rocca aldobrandesca au sommet du promontoire.

Au cours du siècle suivant, la famille Aldobrandeschi accorda à la république de Sienne une série de droits d'utilisation du port de Talamone qui, en échange, prévoyaient de réaliser une série d'agrandissements et de travaux de fortification supplémentaires sur la structure préexistante ; une nouvelle série de rénovations a été effectuée dans la seconde moitié du XVe siècle.
Dans la première moitié du XVIe siècle, la forteresse subit une série de raids de pirates. La fortification a été définitivement récupérée dans la seconde moitié du même siècle, lorsque la localité est devenue une partie de l'État des Présides ; la rénovation de la fin du XVIe siècle a donné au monument architectural son aspect actuel.
À l'époque moderne, la forteresse a été le point de rassemblement des volontaires qui s'embarquaient à Talamone pour l'expédition des Mille, à la suite du débarquement temporaire de Giuseppe Garibaldi.
Au cours de la Seconde Guerre mondiale, la fortification a subi quelques dommages qui ont été suivis de travaux de restauration pour la ramener à son ancienne configuration.

## Description
La forteresse de Talamone a une section rectangulaire, avec quatre tours s'élevant aux angles ; trois d'entre eux ont une apparence très similaire, tandis que la tour Nord est plus haute et plus massive que les autres. Dans l'ensemble, les murs de la forteresse sont recouverts de pierre.
Autour de la forteresse, une série de courtines, faisant partie du circuit des remparts de Talamone, entourent la zone sur les côtés tournés vers la mer.

## Galerie

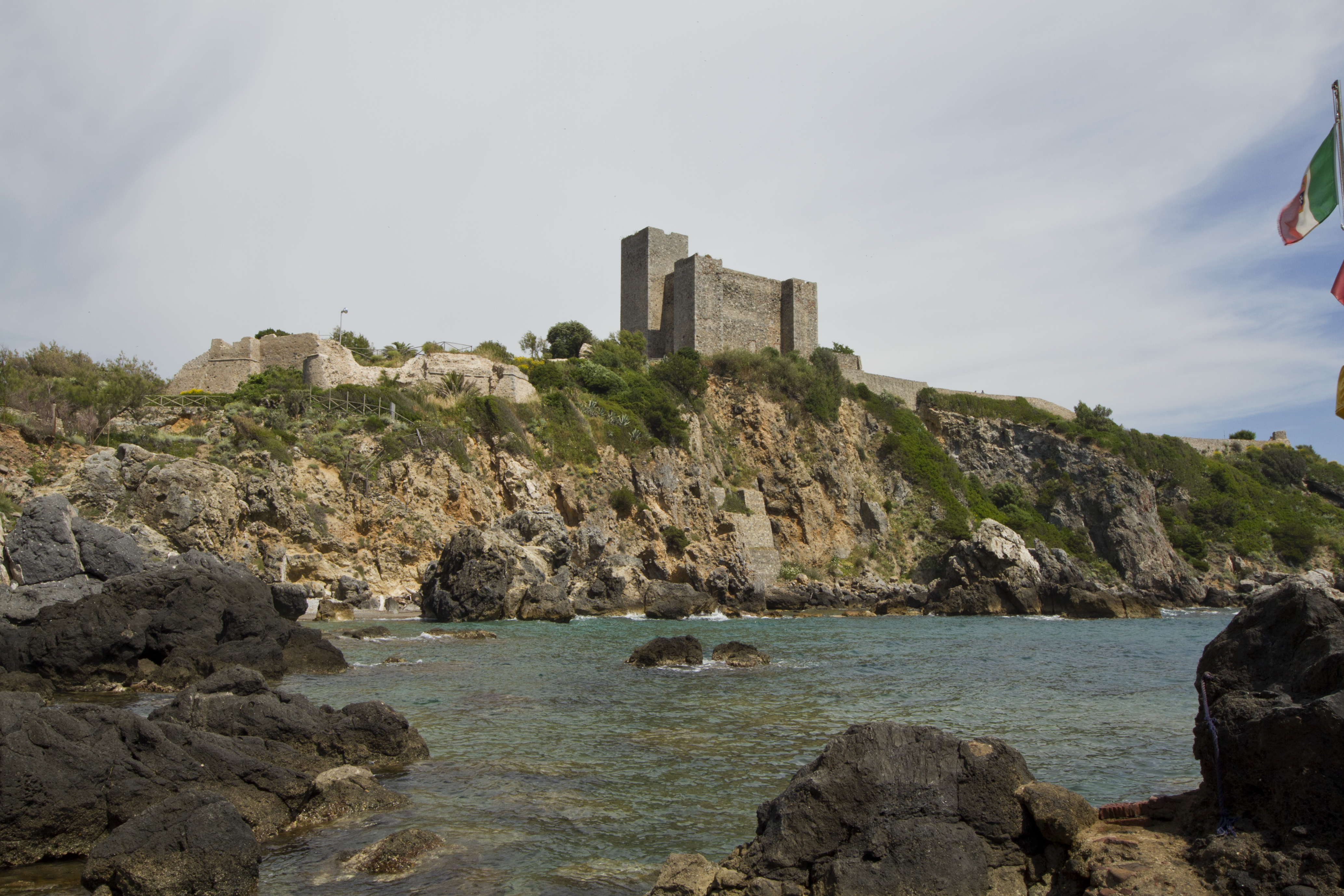
Vue de la mer.
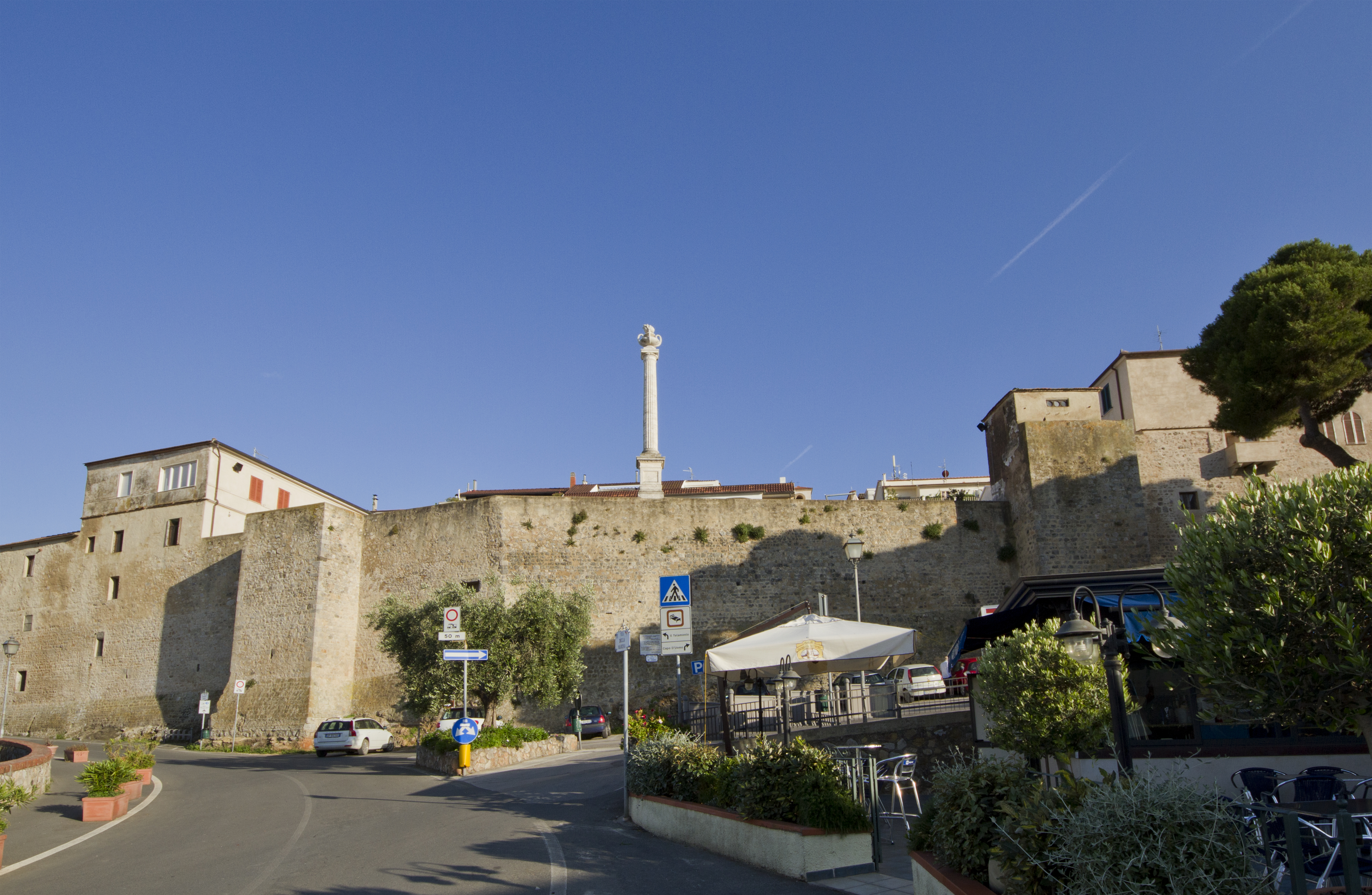
Remparts de Talamone.